# Пьер Бернар де Фуа
Пьер Бернар де Фуа (фр. Pierre Bernard de Foix, ум. 1071) — граф Кузерана с 1034/1038, возможно, граф Фуа и части Каркассона с ок. 1064, третий сын Бернара Роже, графа Фуа, Кузерана и Бигорра, и Гарсенды, графини Бигорра.

## Биография
В первичных источниках происхождение Пьера Бернара не указано, однако на основании владения им графством Кузеран предполагается, что он был сыном Бернара Роже, графа Фуа, Кузерана и Бигорра. Судя по всему, он получил Кузеран при разделе владений отца.
О правлении Пьера Бернара практически ничего не известно. По мнению ряда историков, он после смерти графа Роже I де Фуа около 1064 года унаследовал Фуа, однако другие считают, что Фуа и часть графства Каркассон унаследовал не Пьер Бернар, а его сын Роже II, возможно, по завещанию Роже I.
После смерти в 1067 году не оставившего детей графа Каркассона Раймона Роже II, Пьер или Роже II предъявили права на его наследство в Каркассоне, однако сестра покойного графа, Ирменгарда, которая по завещанию Раймона Роже II стала его основной наследницей, чтобы защититься от претензий графов Фуа, продала не позднее 1071 года права на графства Каркассон Рамону Беренгеру I, графу Барселоны.

## Брак и дети
Жена: Летгарда. Дети:
- Роже II (ум. 1124) — граф Фуа и Кузерана с 1071
- Пьер (ум. после 17 августа 1084)